# Давыдов, Сергей Иванович (шашист)
Серге́й Ива́нович Давы́дов (1938 — 7 июля 2012) — российский шашист, бронзовый призёр первого чемпионата России по обратным русским шашкам (поддавки). Международный мастер. Победитель международного турнира «Golden Prague» (1990).
Работал инструктором-методистом высшей категории в спортивной школе Олимпийского резерва по шахматам и шашкам Челябинска. Участвовал в соревнованиях по переписке. Автор книги «Русские шашки. Комбинации, концовки, анализы», соавтор книги «Дебютные ловушки в русских шашках».